# Myrmarachne centralis
Myrmarachne centralis är en spindelart som först beskrevs av Peckham, Peckham 1892.  Myrmarachne centralis ingår i släktet Myrmarachne och familjen hoppspindlar. Inga underarter finns listade i Catalogue of Life.